# Janez Marič
Janez Marič, slovenski biatlonec, * 10. avgust 1975, Bohinj.
Marič je za Slovenijo nastopil na Zimskih olimpijskih igrah 2002 v Salt Lake Cityju, na Zimskih olimpijskih igrah 2006 v Torinu, na Zimskih olimpijskih igrah 2010 v Vancouvru ter na Zimskih olimpijskih igrah 2014 v Sočiju.
V ZDA in v Italiji je na OI tekmoval v šprintu na 10 km, zasledovalnem teku na 12,5 km v teku na 20 km ter v štafeti 4 x 7,5 km.
V Salt Lake Cityju je zasedel 44. mesto v šprintu, 38. mesto v zasledovalnem teku ter 43. mesto v teku na 20 km. Štafeta je igre končala na 10. mestu.
V Torinu je zasedel 36. mesto v šprintu, 37. mesto v zasledovalnem teku ter 40. mesto v teku na 20 km. Štafeta je igre spet končala na 10. mestu.
V Vancouvru je v šprintu osvojil 27. mesto, v zaledovalnem teku je bil uvrščen na 47. mesto, v teku na 20 km je zasedel 62. mesto. Štafeta je osvojila 17. mesto.
V Sočiju je na šprintu na 10 km osvojil 51. mesto, na zasledovalnem teku na 12,5 km je osvojil 49. mesto, na 20 km pa je končal na 63. mestu.